# NOW Clubbing 2
NOW Clubbing 2 er et dansk opsamlingsalbum udgivet 10. oktober 2003 af NOW Music. 

## Spor
1. The Underdog Project: "Summerjam 2003" (DJ F.R.A.N.K.s Summermix Radio Edit)
2. Morjac feat. Raz Conway: "Stars" (Radio Edit)
3. Infernal feat. Redstar: "Banjo Thing (Yeepeekayeah Muthafuckas)" (Radio Mix)
4. Safri Duo: "Fallen' High" (Michael Parsbergs TEKKU Remix)
5. Lee-Cabrera feat. Alex Cartañà: "Shake It (Move A Little Closer)" (Radio Edit)
6. Rune: "Calabria" (Edit)
7. David Guetta feat. Chris Willis: "Just A Little More Love" (Wally Lopez Remix)
8. Michael Splint pres. Eruption: "I Feel Fine" (Radio Mix Version 2.0)
9. Gaudino feat. Crystal Waters: "Destination Unknown" (Nari & Gaudino Radio Edit)
10. Bent Fabric: "Jukebox" (Spanish Fly Remix Radio)
11. Mighty House Rocker: "Ragtime In Bollywood (Play With Me)" (Vocal Radio Edit)
12. Paul Van Dyk feat. Hemstock & Jennings: "Nothing But You" (PvD Radio Mix)
13. Örtz: "Secret Garden (So Beautiful)" (Rune Remix New Edit)
14. Amazing Bob: "Feel The Music" (Radio Edit)
15. Groove Armanda: "But I Feel Good" (Radio Edit)
16. Drunkenmunky: "The Bootleg" (Radio Edit)
17. Jay-Kid: "Wanna Be Startin' Somthin'" (Radio Edit)
18. Tiësto: "Traffic" (Radio Edit)
19. Daniel Bedingfield: "Never Gonna Leave Your Side" (Metro Mix Edit)
20. Dutch feat. Crystal Waters: "My Time" (Radio Edit)
21. Junior Jack: "E Samba" (Full Intention Club Mix)